# Гавро Манојловић
Гавро Манојловић (Оток код Огулина, 27. октобар 1856 —  Загреб, 1. новембар 1939) био је историчар, књижевник, политичар, професор, академик, Србин по националности, који је највећи траг оставио у хрватској средини и то, пре свега, дајући велики допринос успешном функционисању Југословенске академије знаности и уметности. Осим што је заслужан за Југословенску академију, у свом дугом и плодном животу Манојловић је био неуморан и на другим пољима. Учествовао је у политици, настојећи да се и на тај начин одужи народу из кога је потекао, и наравно струци у којој је радио. Био је и остао пре свега српски научник, који је иза себе оставио дело које га је надживело и којим је уједно своје име сачувао од заборава.

## Живот и каријера
Рођен је као син Константина Манојловића из Отока код Огулина, и мајке Марије пореклом из породице Милидраговић.
Прве кораке у описмењавању начинио је у српској школи при Цркви Св. Илије у Задру, а затим је кратко похађао италијанску школу.
Пошто се породица 1864. преселила у Огулин, школовање је наставио у тамошњој Главној школи. Године 1868. уписао је гимназију у Сењу, од 1870. године био је ђак гимназије у Карловцу, а од 1871. до 1876. године ишао је у гимназију у Загребу.
У Загребу је студирао  историју, географију, славистику и филозофију. Студије је окончао у Бечу. 
У међувремену, године 1878. учествовао је у аустроугарској окупацији Босне и Херцеговине као резервни поручник 53. пешадијског пука. 
Почевши од 1880. године, Гавро Манојловић је радио је као средњошколски наставник  у гимназији и реалци у Загребу и гимназији у Пожеги, а две и по године је био директор гимназије у Осијеку (1892–1894).
Године 1894–1895. године био је на усавршавању у Бечу. Због болести и изненадне смрти мајке 1895. године, није успео да оствари планирани наставак усавршавања у Паризу и Риму.
Академску титулу доктора наука опште историје с класичном филологијом стекао је на Филозофском факултету у Бечу 1896. године, одбранивши дисертацију из историје Византије.
Избором за приватног доцента 1897. године, Манојловић је започео наставно-научни рад на Загребачком универзитету. Године 1901. постао је ванредни, а 1902. редовни професор опште историје старог века.
У пролеће 1908. у Илочком срезу изабран је за посланика Хрватског сабора. Због политичког ангажмана у Српско-хрватској коалицији већ је септембра исте године удаљен с Универзитета, да би поново почео да предаје априла 1910. У међувремену је изабран за правог члана Југословенске академије знаности и уметности (5/18. марта 1908) и дописног члана Српске краљевске академије (3. фебруара 1910).
И поред притисака аустроугарских власти, која су ометале његову академску каријеру, није престајао да се бави политиком, тако да је:
- члан Хрватског сабора био од 1908. до 1911. и од 1913. до 1919,
- члан Угарског сабора 1910–1911. и од 1913. до 1918,
- члан Привременог народног представништва Краљевства Срба, Хрвата и Словенаца, од 1919. до 1920. године

После распуштања Привременог народног представништва Гавра Манојловић се више не наилази у редовима посланика. Његовом активном учешћу у политичком животу дошао је крај и он се у потпуности посветио раду у Југословенској академији знаности и уметности.
Пензионисан  је 17. априла 1924. године.
Породицу је засновао у Осијеку, након женидбе са Меланијом Јовановић. Преминуо је у Загребу 1. новембра 1939. године..

## Дело
Као песник и уредник књижевних часописа, опробао се још у младости, да би се касније бавио научним радом у више различитих области. Бавио се историјом филозофије, историјом старог истока (Повијест Старога Оријента I, 1—3, 1923), историјом раног средњег века, филологијом.
По свом значају издвајају се и византолошке студије Гавре Манојловића, настале између 1899. и 1911. године. Он су и до данас задржале актуелност.
Нека, до тада необрађивана питања из византијске историје која су представљала новину не само у оквирима српске и југословенске већ и светске византологије,  нашла су се на у бројним иницијативама за њихово истраживање од стране Гавре Манојловића.

## Одабрана дела
- Jadransko pomorje IX stoljeća u svijetlu istočno-rimske (bizantinske) povijesti I, Rad JAZU 150 (1902) 1—102;
- Carigradski narod (demos) od godine 400—800 po Isusu, s osobitim obzirom na njegove vojne sile, elemente njegove i njegova ustavna prava u ovoj periodi, Nastavni vjesnik 12 (1904).[а]
- Studije o spisu De administrando imperio cara Konstantina VII Porfirogenita, I—IV, Rad JAZU 182 (1910) 1—65; 186 (1911) 35—103; 187 (1911) 1—32.
- „Le millenaire de l'ancien royaume croate“ (Зборник Краља Томислава, 1925).